# 1737 en droit
Cet article présente les faits marquants de l'année 1737 en droit.

## Événements
- 27 juillet : convention de Versailles[1]. la France s'engage à intervenir en Corse si Gênes en fait la demande.

- 26 septembre : concordat en Espagne[2]. Le roi peut nommer les évêques.